# アメリカ炭疽菌事件
アメリカ炭疽菌事件（アメリカたんそきんじけん、英: 2001 anthrax attacks、FBIファイル名：Amerithrax）は、2001年9月18日と10月9日の二度にわたり、アメリカ合衆国の大手テレビ局や出版社、上院議員に対し、炭疽菌が封入された容器の入った封筒が送りつけられたバイオテロ事件である。
この炭疽菌の感染により、5名が肺炭疽を発症し死亡、17名が負傷した。
同時多発テロ事件の7日後に発生したこの事件はアメリカ全土を震撼させ、事件の捜査はFBI曰く「アメリカの司法史上最も大規模かつ複雑なもののひとつ」となった。

## 標的

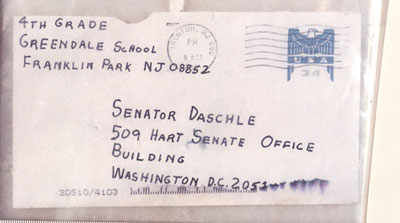
上院議員であるトム・ダシュルに送られた炭疽菌入りの封筒。この封筒を配達した郵便局員2名が死亡している（第二波）

内訳はテレビ局3社と出版社2社、及び民主党上院議員2名である。
- アメリカン・メディア社（ナショナル・エンクゥワイヤー誌）
- NBCニュース
- ABCニュース
- CBSニュース
- ニューヨーク・ポスト（出版社）
- トム・ダシュル（上院議員）
- パトリック・リーヒ（上院議員）

## 事件概要
この炭疽菌テロ攻撃は二波に分かれて行われており、第一波はトレントン局管内のポストから投函され、2001年9月18日付の消印が押された5通の封筒であった。このうち4通はその後ニューヨーク、モルガン局を経由しニューヨークを本社とするテレビ局、NBCニュース、ABCニュース、CBSニュースと出版社であるニューヨーク・ポストへと配達された。残りの1通はフロリダ州ウエストパーム局を経由し、同州ボカラトンを本社とするアメリカン・メディア社（ナショナル・エンクゥワイヤー誌宛）へと送付されている。このアメリカン・メディア社に届けられた封筒により同社従業員であり、スーパーマーケットタブロイド紙「サン」の写真編集員であるロバート・スティーブンスが2001年10月6日に死亡し最初の犠牲となった。スティーブンスはフロリダ病院へ訪れた4日後に原因不明の嘔吐と息切れを起こし倒れ、その後死亡している。
ニューヨークポストとNBCニュースに送りつけられた封筒は発見されその他の3通は開封者が炭疽菌に感染した事で同一の郵便物である可能性が発覚した。解析作業にあたった科学者はニューヨークポストに送付された封筒から発見された炭疽菌はドッグフードの様な粗い茶色の粒状材料であった事が報告されている。
第二波は第一波の3週間後、10月9日付の同じくトレントンの消印が押された物であった。宛先はサウスダコタ州、民主党上院議員トム・ダシュルとバーモント州、パトリック・リーヒ同上院議員宛となっており、当時ダシュルは上院多数党院内総務、リーヒは上院司法委員会委員長であった。ダシュル宛ての封筒は10月15日側近により開封されたことにより、その後の政府向けの郵便サービスは直ちに中止の措置が取られた。リーヒ宛ての封筒は開封されておらず、11月16日に封筒が混入しているメールバックが発見され、バックごと押収されている。リーヒ宛ての封筒はZIPコードが間違えて書かれていた為、そのZIPコードが示すバージニア州、スターリングにある「別館」に配達されており、配達した郵便局員であるデビッド・ホースが炭疽菌を吸入している。
第一波の攻撃は非常に効果的であった。また、上院議員宛の封筒には、高度に洗練されたシリカ状のほぼ純粋な炭疽菌胞子約1グラムが封入されていた。この結果から使用された炭疽菌は「兵器化域」の細菌粉末であると初期の報告がなされており、これは炭疽菌へ精通し、かつ、専門の研究施設などでなければ生産ができない域の物であることを意味し、アメリカ陸軍感染症医学研究所の科学者達はこの認識が欠如していたと考えられる。
しかし、2002年初頭に行われたサンディア国立研究所によるテストでは、この粉末は「兵器化」された域の物ではなかった事が報告されている。
少なくとも22名が感染症を発症し、このうち11名は生命に危険を及ぼす様な呼吸器症状はないとされた。5名が肺炭疽を発症し死亡。内訳は前述した出版社従業員であるロバート・スティーブンス（63歳）、ワシントンD.C.にあるブレントウッド郵便局の従業員であるトーマス・モリス・ジュニア（55歳）、ジョセフ・クルッセン（47歳）の3名、感染源が特定できていないベトナム移民でありニューヨーク・ブロンクス区在住のキャシー・グエン（61歳）とコネチカット州オックスフォード在住のオッティリー・ラングレン（94歳）の2名である。
その他、犯人特定まで長い年月が掛かったため、1978年から1995年まで調査が行われたユナボマー攻撃に例えられた。

## 手紙
全ての手紙は複写機でコピーされたものであり、原文は見つかっていない。それぞれ僅かにサイズが違う用紙が用いられており、メディアに送付された手紙には句読点（カンマ、ピリオド）が使用されていないが、上院議員宛ての手紙には使用されている。第一、第二波共に封筒には手書きでの宛先表示がされており、上院議員へ送られた物と比べ、メディアに送付された物の筆跡は2倍の大きさであった。

### 原文と邦訳
ニューヨーク・ポストとNBCニュースあてに送られてきた手紙（第一の手紙）の内容。

| 09-11-01 THIS IS NEXT AKE PENACILIN NOW DEATH TO AMERICA DEATH TO ISRAEL ALLAH IS GREAT | 2001年9月11日 次はお前だ すぐペニシリンを用意しろ アメリカに死を イスラエルに死を アラーは偉大なり |

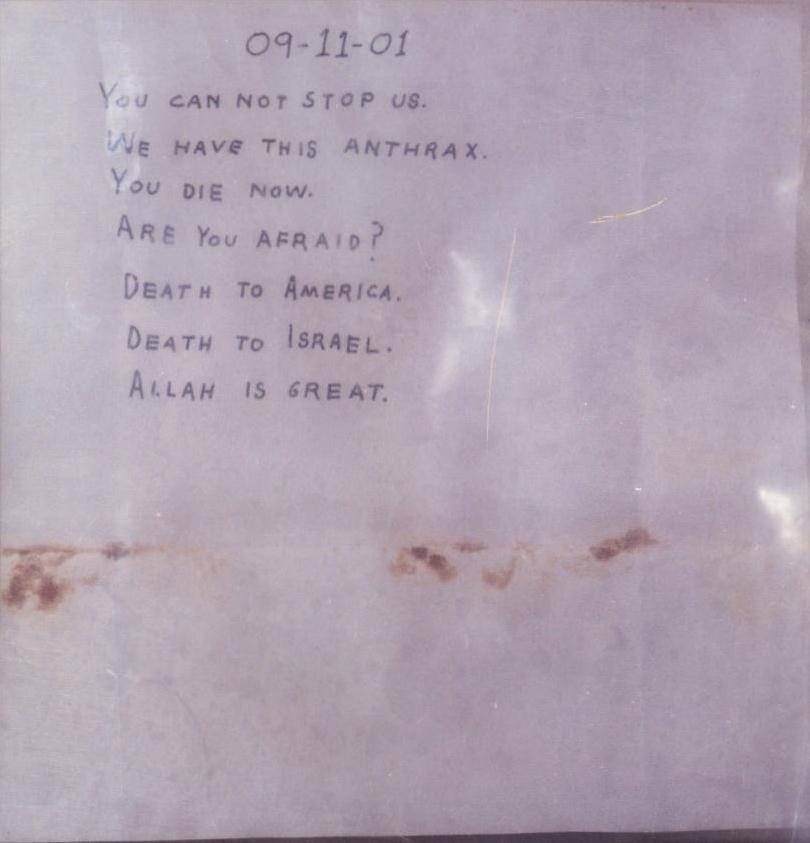
第2の手紙

この手紙の後にトム・ダシュルとパトリック・リーイ両上院議員あてに送られた手紙（第二の手紙）の内容。

| 09-11-01 YOU CAN NOT STOP US. WE HAVE THIS ANTHRAX. YOU DIE NOW. ARE YOU AFRAID? DEATH TO AMERICA. DEATH TO ISRAEL. ALLAH IS GREAT. | 2001年9月11日 我々を止めることはできない 我々は炭疽菌を（まだ）持っている お前は死ぬ 怖いか？ アメリカに死を イスラエルに死を アラーは偉大なり |  |

### 差出人
両上院議員に送付された封筒の差出人の住所表示は次の様に書かれていた。
この宛先は架空の住所であり、ペンシルベニア州にフランクリンという地名は存在したものの、 ZIPコード「08852」はニュージャージー州モンマス・ジャンクション近郊を示し、サウス・ブランスウィック・タウンシップ・ニュージャージー近辺および モンマス・ジャンクションにグリーンブック小学校はあったが、フランクリン・パークまたはモンマス・ジャンクションにグリーンデール小学校なるものは存在していなかった。
捜査からこの2通はプリンストンから投函された物と判明しており、2002年捜査官はプリンストン大学キャンパスの近くの10ナッソー通りにあるポスト内に炭疽菌の芽胞を見つけている。消印が押された管内のポスト600箇所を検査し唯一陽性反応が出た場所であった。

## 推移

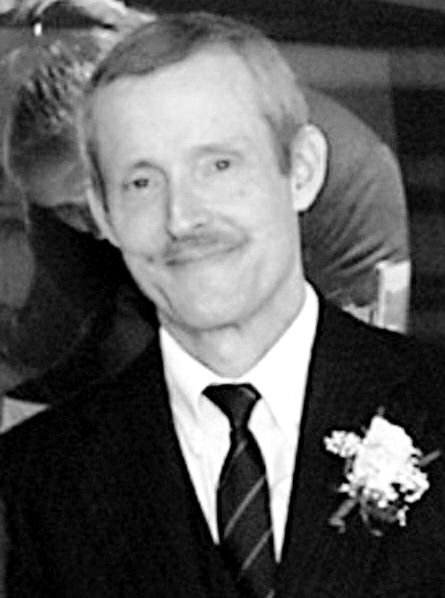
ブルース・イビンズ

捜査が長期化するに辺り、米の一部メディアは複数の可能性からメリーランド州フレデリック市フォート・デトリックにあるアメリカ陸軍感染症医学研究所（USAMRIID）に長年勤務していた科学者ブルース・イビンズを取り上げていた。報告資料によれば、連邦捜査局（FBI）は2005年4月4日以降になり、初めてイビンズに焦点を当て、同研究所の他の3名を捜査対象としている。
イビンズは、捜査機関に対し捜査協力を行なっていた米炭疽菌研究の第一人者の科学者であったが、一方でジョージ・W・ブッシュの再選を望む熱心な共和党の支持者であり『ユダヤ人は選民である』として、ラビとムスリムの対話を否定する過激なキリスト教原理主義者（クリスチャン・シオニスト）という裏の顔があり、犯人とすれば動機は明確であった。
2008年8月6日、FBIはイビンズの単独犯行であると宣言した。2日後にチャック・グラスレー上院議員と、ラッシュ・D・ホルト・ジュニア下院議員は司法省とFBIに対しヒアリングを行う為の公聴会開催を要求している。2009年9月15日、米司法省は7ヶ月前にチャック・グラスレー上院議員の質問に書面での回答を終えていると発表した。FBI長官であるロバート・ミュラーは「本事件については進行中の民事および刑事訴訟があり、今回のFBIの調査活動はそれら訴訟に悪影響を及ぼすかもしれない」と記述している。
FBIはイビンズに告発が差し迫っていることを知らせており、2008年8月1日イビンズはアセトアミノフェンの大量服用により自殺している。
2010年2月19日、アメリカ合衆国司法省はイビンズの単独犯行であると結論付けた調査報告書を作成し、公式にこの件の調査終了を宣言した。報告書には、分析の結果、事件で使用された炭疽菌とイビンズが培養していた炭疽菌の胞子に遺伝子的な類似点が見出せること、イビンズが事件直前に研究室に長時間滞在していたことなどの状況証拠のほかに、送付した封筒に付着していた指紋と研究室にあったフラスコに付いていた指紋のDNAの一致、送付された3通の封筒の内一通はイビンスが偽名を使い借りていた私書箱から送られたものであったことなどから犯人と断定している。以前から抑うつ状態であり精神的問題を抱えていたことが犯行動機であるとしている。FBIの事情聴取を受けている兄弟であるトーマス・イビンズは「彼は自分を全能だと思っていた。連邦政府の圧力に苦しんでおり、自殺しても不思議は無い」と語っている。
しかし、2011年2月に発行された米国科学アカデミーの報告書には、科学的手法を用いて独自に調査した結果、イビンズの犯行と断定した米司法省の報告書には疑問が残ると記されている。米国科学アカデミーの調査報告は、封筒に同封された炭疽菌の種類が『米国産』を意味するエームズ菌株系統であったことは正確であるが、一方で、それがイビンズが研究室で培養していた炭疽菌であるとするFBIの主張には、十分な科学的証拠が足りないとしている。この調査報告に対しFBIが会見し、事件はこの細菌の特定作業だけでなく、状況証拠など複合的要素を考慮した結果「イビンズの単独犯行である」と結論付けたと述べている。

## 捜査

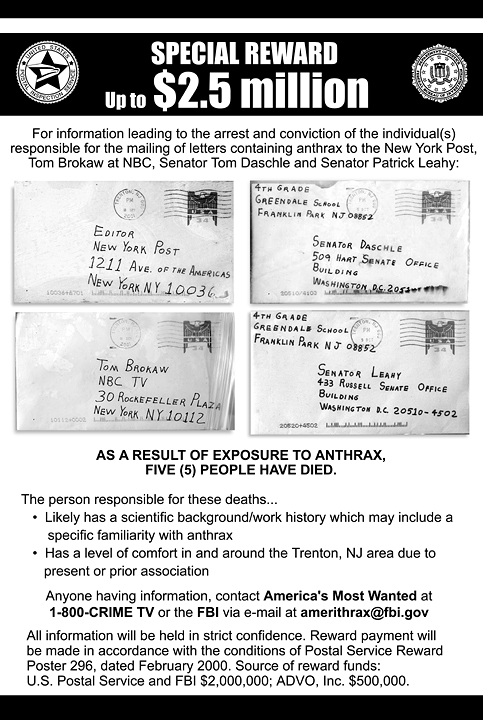
懸賞金が掛けられた情報提供を呼びかけるポスター

捜査は6つの州に及び、67箇所の調査を実施し事情聴取を行った人数は延べ9,000人以上であり、この内6,000人に召喚状が発行された。捜査開始時に数百人規模でのFBI捜査官が動員され、同時多発テロ容疑者であるアルカーイダの犯行であるかどうかの最終的判断を早期に下すことに苦労している。2006年9月時点でなお証拠回収作業のため、FBI特別捜査官であるフランク・フィグルッツィーを含む17名の捜査官と10名の郵便査察官が奔走していた。

### 炭疽菌標本の破壊
FBIと疾病予防管理センターによる捜査は、アイオワ州立大学にある炭疽菌アーカイブが大学により破棄されたことで妨げられた可能性がある。そのアーカイブは70年間にわたって収集された100以上の炭疽菌胞子標本であった。多くの科学者が、アイオワの胞子標本を早急に破棄したことで捜査に役立つ決定的な証拠を捨ててしまった可能性があると主張している。攻撃に使用された菌株が標本中の菌株と一致すれば、炭疽菌がいつ単離されたか、そしておそらく、どの程度の範囲の研究者に配布されていたかに関するヒントが得られたであろう。そのような遺伝情報は犯人を特定するために必要な証拠を捜査員に与えたはずである。
FBIと疾病予防管理センター両局はアイオワ州立大学に同校の炭疽菌アーカイブを破棄する許可を与え、同アーカイブは2001年10月10日と11日に破棄されている。

### アルカーイダへの濡れ衣とイラク攻撃
攻撃の直後、ホワイトハウスは繰り返し「アルカーイダによるアメリカ同時多発テロの第二波攻撃である」との証明をするために、FBI長官であるロバート・ミュラーに対し圧力をかけており、アメリカ合衆国大統領立会いの朝の緊急情報会議で、ミュラーはこの使用された炭疽菌がウサーマ・ビン＝ラーディン側近らにより製造された物であるとの証拠を出せなかったせいで扱き下ろされた。
退職した元FBI上級捜査官の一人は「彼らは実際に中東の誰かのせいにしたかった」と証言している。FBIは捜査初期段階でこの炭疽菌は高度な知識と設備が必要な環境下でしか培養できない物であり、テロリストが篭っているであろう洞窟などの環境下では到底生産できる物では無いと理解していた。
同時期に大統領であるジョージ・W・ブッシュと副大統領のディック・チェイニーはアルカーイダとの関係性に関しての推測を行っていた事が公式声明から判明している。また、イギリスのガーディアン紙は10月前半にアメリカ人の科学者が炭疽菌の原因としてイラクを巻き込んでいると報じ、この翌日にはウォールストリートジャーナル紙が社説で「この炭疽菌はイラクで生産された菌をアルカーイダが郵送したものである」と報じた。この数日後にはデイヴィッド・レターマン・ショーに出演したジョン・マケインがこの炭疽菌がイラクからもたらされた物である可能性を示唆し、更にその翌週にはABCニュースが炭疽菌に幾つかのイラク土壌の鉱物を含んでいたと報じている。
このABCの報道に対しホワイトハウス報道官が直ちにコメントし、この攻撃に使用された炭疽菌からは鉱物は一切発見されておらず、その可能性にすら言及していないと発表した。

## 事件後の対応

### 汚染除去
この炭疽菌封筒の影響でかなりの数のビルが汚染され、アメリカン・メディア社は他のビルへと転居している。ブレントウッド郵便局舎の汚染除去作業には26ヶ月の月日と、1億3000万ドルのコストがかかり、ハミルトンのニュージャージー郵便局舎は2005年3月まで閉鎖され、除去作業には6500万ドルの費用がかかっている。環境保護庁は、ワシントンDCの政府建物の清掃に4170万ドルを費やし、あるFBI報告書には、総損害額は10億ドルを超えるであろうと記載されている。
除去作業はニューヨークを拠点に持つ民間会社に委託され、主な除去方法として二酸化塩素ガスを用いた燻蒸消毒法が用いられている。

### 政治への影響や対応
同時多発テロの一週間後に起きたこの炭疽菌攻撃によって、生物兵器への調査や対応などへのため、政府出資額は更に拍車をかける事となった。一例として、国立アレルギー・感染症研究所（NIAID）生物兵器関連の予算は2003年に15億ドル増加し、2004年にはプロジェクト・バイオシールド条例が議会を通過し制定された。この条例は10年間新しいワクチンと対応薬を購入し備えるもので、56億ドルの出費が予想されている。
一般論として「兵器化の域に達していた細菌」であるという証拠とその他の報告書の結果、イラク戦争（大量破壊兵器保有疑惑）へ繋がったと考えられている。
この一連のテロ攻撃により対テロ戦争へ向けた法整備や、米国愛国者法成立に向けた圧力が高まり、本格的な検討が開始されている。

### 健康被害
数人の炭疽菌被害者がその後、疲労、息切れ、及び記憶喪失など健康上の問題が起きていると報告されているが、原因については不明としている。
2004年の研究では、2001年の炭疽菌攻撃での被害者の総数が68人まで上昇するであろうと報告されている。
2001年10月19日、ブレントウッド郵便局において炭疽菌汚染防止フィルタを取り外した郵政査察官が、その後、障害が残る程の病気を発症している。この郵政検察官の担当医師は炭疽菌が原因であると主張したが、血液検査の結果からは炭疽菌が発見されず、疾病予防管理センターはこの事件とは何ら関係性は無いとしている。